# Menucha
Menucha (hebrejsky מְנוּחָה, doslova „Odpočinek“, v oficiálním přepisu do angličtiny Menuha) je vesnice typu mošav v Izraeli, v Jižním distriktu, v Oblastní radě Lachiš.

## Geografie
Leží v nadmořské výšce 105 metrů v pobřežní nížině, v regionu Šefela, nedaleko severního okraje pouště Negev. Jižně od obce protéká vodní tok Nachal Guvrin.
Obec se nachází 20 kilometrů od břehu Středozemního moře, cca 46 kilometrů jižně od centra Tel Avivu, cca 47 kilometrů jihozápadně od historického jádra Jeruzalému a 5 kilometrů severně od města Kirjat Gat. Menuchu obývají Židé, přičemž osídlení v tomto regionu je etnicky převážně židovské.
Menucha je na dopravní síť napojena pomocí lokální silnice číslo 3553, která západně od obce ústí do dálnice číslo 40. Podél východní okraje obce probíhá i železniční trať z Tel Avivu do Beerševy. Ta zde ale nemá stanici.

## Dějiny
Menucha byla založena v roce 1953. Šlo o součást jednotně koncipované sídelní sítě budované v regionu Chevel Lachiš po vzniku státu Izrael. Zakladateli mošavu byli Židé z Iráku, respektive z Kurdistánu. Mošav vznikl na pozemcích arabské vesnice Džusajr, která zanikla během války za nezávislost v roce 1948. Jméno mošavu odkazuje na organizaci Agudat menucha ve-nachla (אגודת מנוחה ונחלה), která vznikla koncem 19. století ve Varšavě a jejíž členové se podíleli na založení zemědělské osady Rechovot (nynější město v centrálním Izraeli).
Místní ekonomika je založena na zemědělství (pěstování polních plodin, sadovnictví, chov drůbeže a dobytka). Vesnice prochází stavební expanzí. K dispozici je 65 stavebních parcel pro soukromé rodinné domy. V obci funguje mateřská škola. Dále je tu k dispozici obchod se smíšeným zbožím, sportovní areály a společenské středisko.

## Demografie
Podle údajů z roku 2014 tvořili naprostou většinu obyvatel v Menucha Židé (včetně statistické kategorie "ostatní", která zahrnuje nearabské obyvatele židovského původu ale bez formální příslušnosti k židovskému náboženství).
Jde o menší obec vesnického typu s dlouhodobě stagnující populací. K 31. prosinci 2014 zde žilo 523 lidí. Během roku 2014 populace stoupla o 3,0 %.
| Rok            | 1961 | 1972 | 1983 | 1995 | 2001 | 2003 | 2004 | 2005 | 2006 | 2007 | 2008 | 2009 | 2010 | 2011 | 2012 | 2013 | 2014 |
| -------------- | ---- | ---- | ---- | ---- | ---- | ---- | ---- | ---- | ---- | ---- | ---- | ---- | ---- | ---- | ---- | ---- | ---- |
| Počet obyvatel | 480  | 539  | 408  | 341  | 339  | 358  | 351  | 344  | 352  | 360  | 360  | 454  | 470  | 482  | 495  | 508  | 523  |